# Gens Àtia
La gens Àtia (en llatí: gens Attia o Atia) era una família romana d'origen plebeu. El nom el trobem escrit Atius i Attius. No sembla que aquesta gens hagi tingut molta antiguitat, i cap dels seus membres mai va aconseguir el consolat. Però, com que August estava relacionat amb aquest nom per part de la seva mare, Àtia, els poetes per adulació van fer derivar el seu origen d'Atis, un cap llatí fill d'Alba i pare de Capis Silvi.
Van fer servir els cognoms Balbus, Labienus, Rufus i Varus.